# Erzgebirgskamm bei Deutscheinsiedel
Erzgebirgskamm bei Deutscheinsiedel este o arie protejată (arie de protecție specială avifaunistică — SPA) din Germania întinsă pe o suprafață de 1.617 ha, integral pe uscat.

## Localizare
Centrul sitului Erzgebirgskamm bei Deutscheinsiedel este situat la coordonatele 50°39′56″N 13°30′46″E / 50.6656°N 13.5128°E.

## Înființare
Situl Erzgebirgskamm bei Deutscheinsiedel a fost declarat arie de protecție specială avifaunistică în noiembrie 2006 pentru a proteja 20 de specii de animale.

## Biodiversitate
Situată în ecoregiunea continentală, aria protejată nu include niciun habitat protejat.
La baza desemnării sitului se află mai multe specii protejate de  păsări (20): minunița (Aegolius funereus), rață mică (Anas crecca crecca), Anas platyrhynchos platyrhynchos, Ardea cinerea cinerea, buha (Bubo bubo), caprimulg (Caprimulgus europaeus), barză neagră (Ciconia nigra), cristeiul de câmp (Crex crex), ciocănitoare neagră (Dryocopus martius), șoimul rândunelelor (Falco subbuteo), muscar (Ficedula parva), becațină comună (Gallinago gallinago), ciuvică (Glaucidium passerinum), capîntortură (Jynx torquilla), sfrâncioc roșiatic (Lanius collurio), sfrâncioc mare (Lanius excubitor excubitor), ciocănitoare verzuie (Picus canus), mărăcinar (Saxicola rubetra), cocoșul de mesteacăn (Tetrao tetrix tetrix), fluierar de mlaștină (Tringa glareola).